# Opstandingskerk (Kostroma)
De Kerk van de Opstanding (Russisch: Церковь Воскресения Христова на Дебре) is een Russisch-orthodox kerkgebouw in de Russische stad Kostroma. De kerk is ten oosten van het stadscentrum gelegen aan de Wolga.

## Geschiedenis
De Opstandingskerk werd in het midden van de 17e eeuw gebouwd maar niet later dan 1652 en is het enige gebouw van de posad Kostroma dat nog bestaat. De eerste kerk op de plaats zou volgens een legende zijn gebouwd door grootvorst Vassili Jaroslavitsj (1248-1276), die ervan hield om in de laaggelegen bossen bij de rivier te gaan jagen. In de 15e eeuw ontstond op de plek een nederzetting en verdween de wildernis. Na verloop van tijd groeide de bevolking en ontstond er behoefte om een stenen kerk te bouwen. Een rijke koopman met de naam Kirill Isakov maakte de bouw mogelijk van de kerk mogelijk. Een legende beweert dat de koopman een goudschat vond in vaten verf die hem vanuit Engeland werd geleverd. Als dank voor de enorme schat liet de vrome koopman de kerk bouwen. Kort na de voltooiing werd de kerk van fresco's voorzien. In 1740 werden een aantal aanbouwsels toegevoegd waaronder de overdekte galerij van de Heilige Poort naar de kerk. Oorspronkelijk had de kerk een eigen toren, maar in 1801 werd de toren afgebroken toen de naastgelegen kerk van de Moeder Gods van het Teken werd gebouwd.

## Sovjet-periode
De kerk bleef geopend tot 1930. Van 1930 tot 1946 werd de kerk gebruikt voor de opslag van graan. Daarna werd de kerk teruggegeven aan de Russisch-orthodoxe Kerk. Vervolgens diende de kerk voor een lange periode als kathedraal van het diocees Kostroma. Het uit de in 1930 vernietigde Ontslapeniskathedraal afkomstige en zeer vereerde icoon Moeder Gods van de heilige Theodore werd in de Opstandingskerk bewaard, maar bevindt zich tegenwoordig in het Epifanieklooster.

## Afbeeldingen

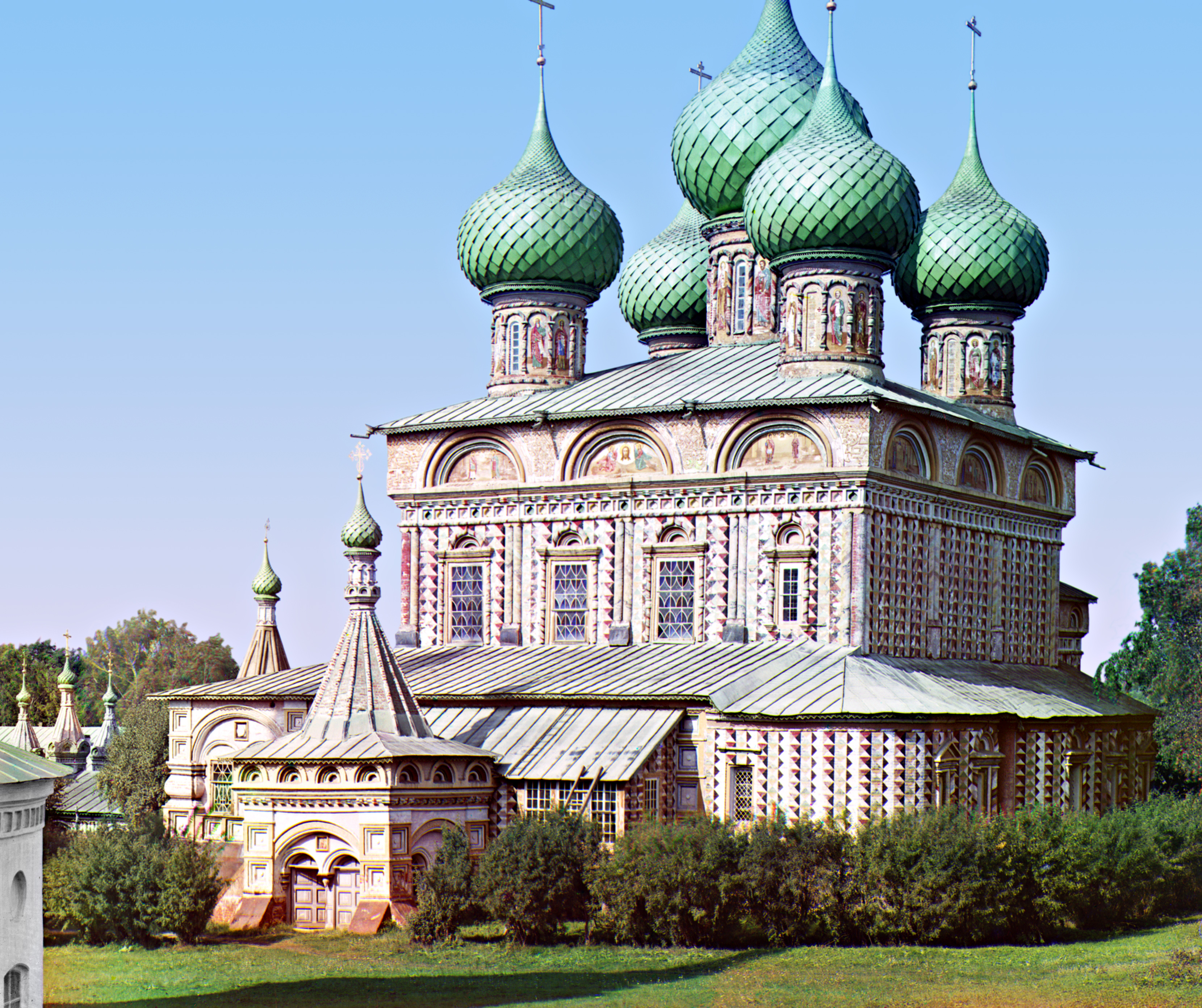
De kerk gefotografeerd in 1910
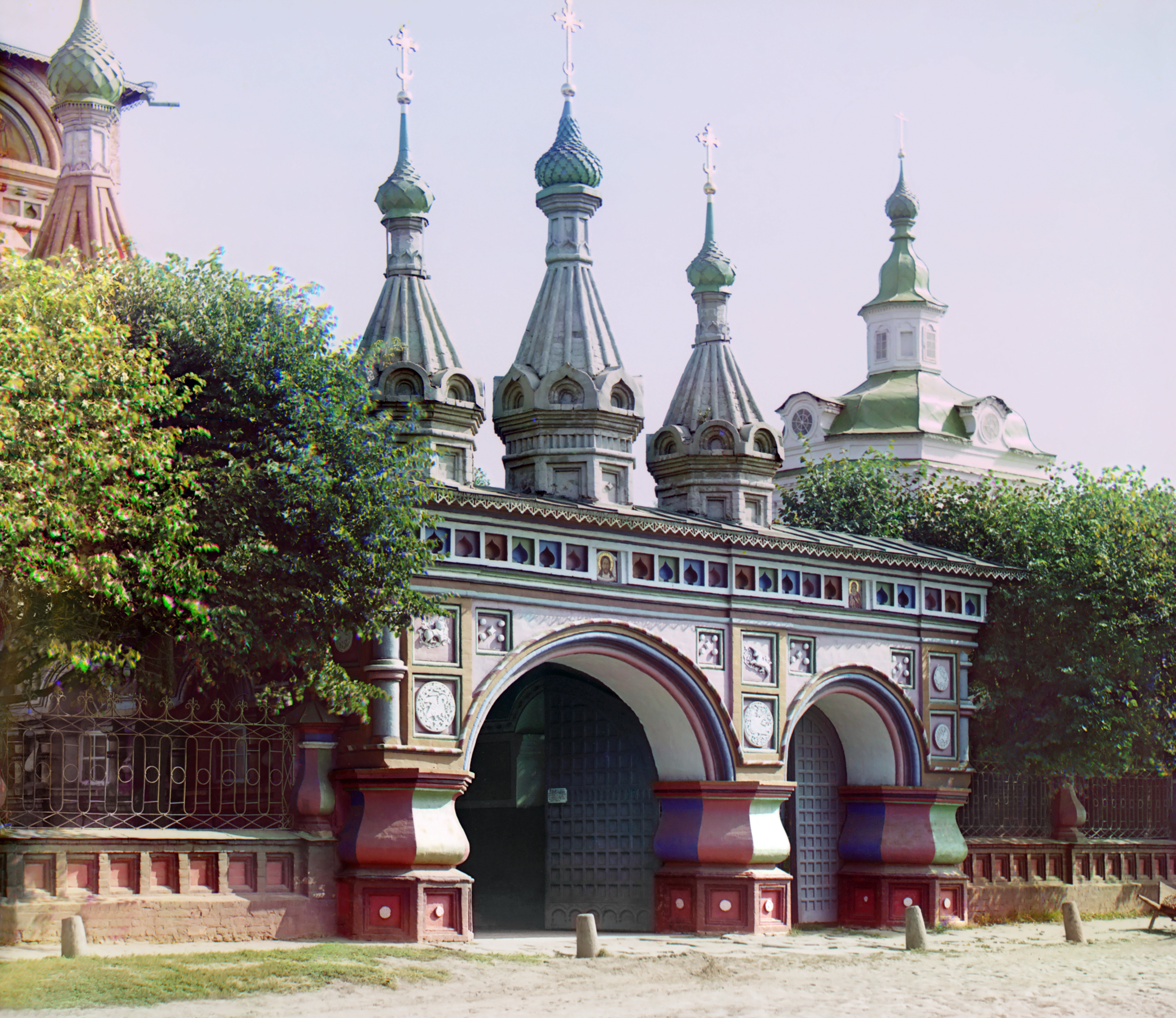
De Heilige Poort (foto 1910)
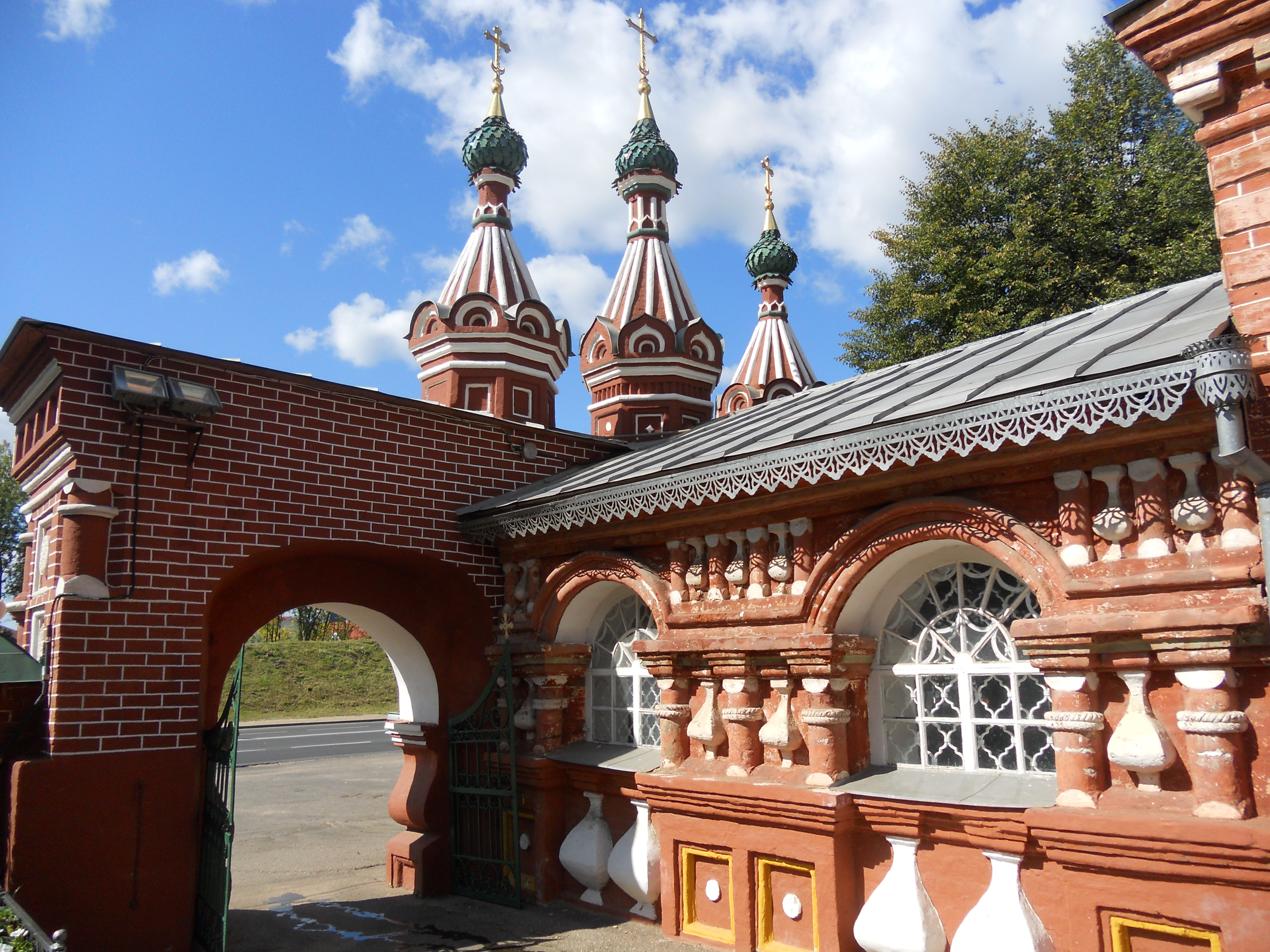
Overdekte galerij van de Heilige Poort naar de kerk
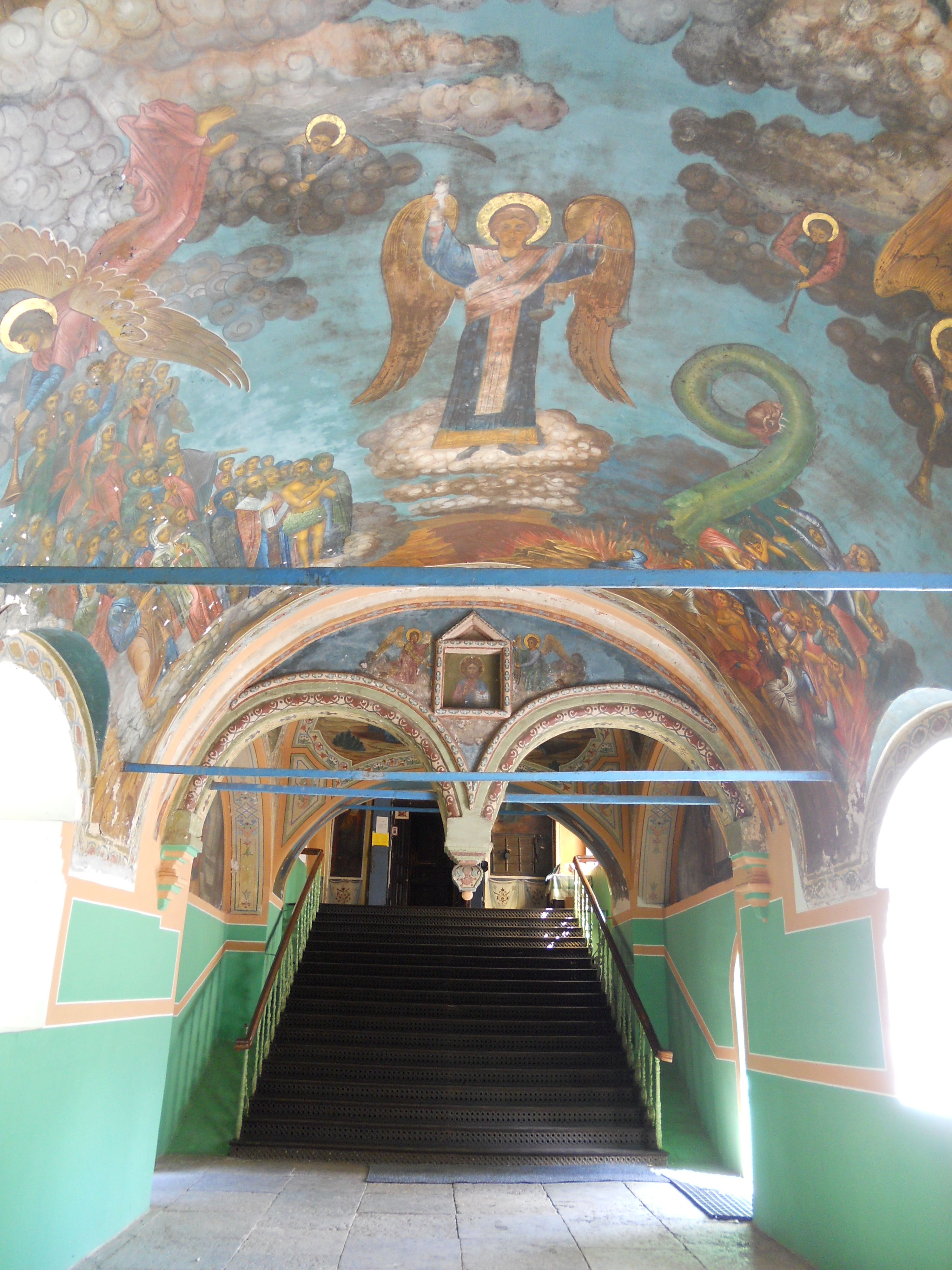
Interieur
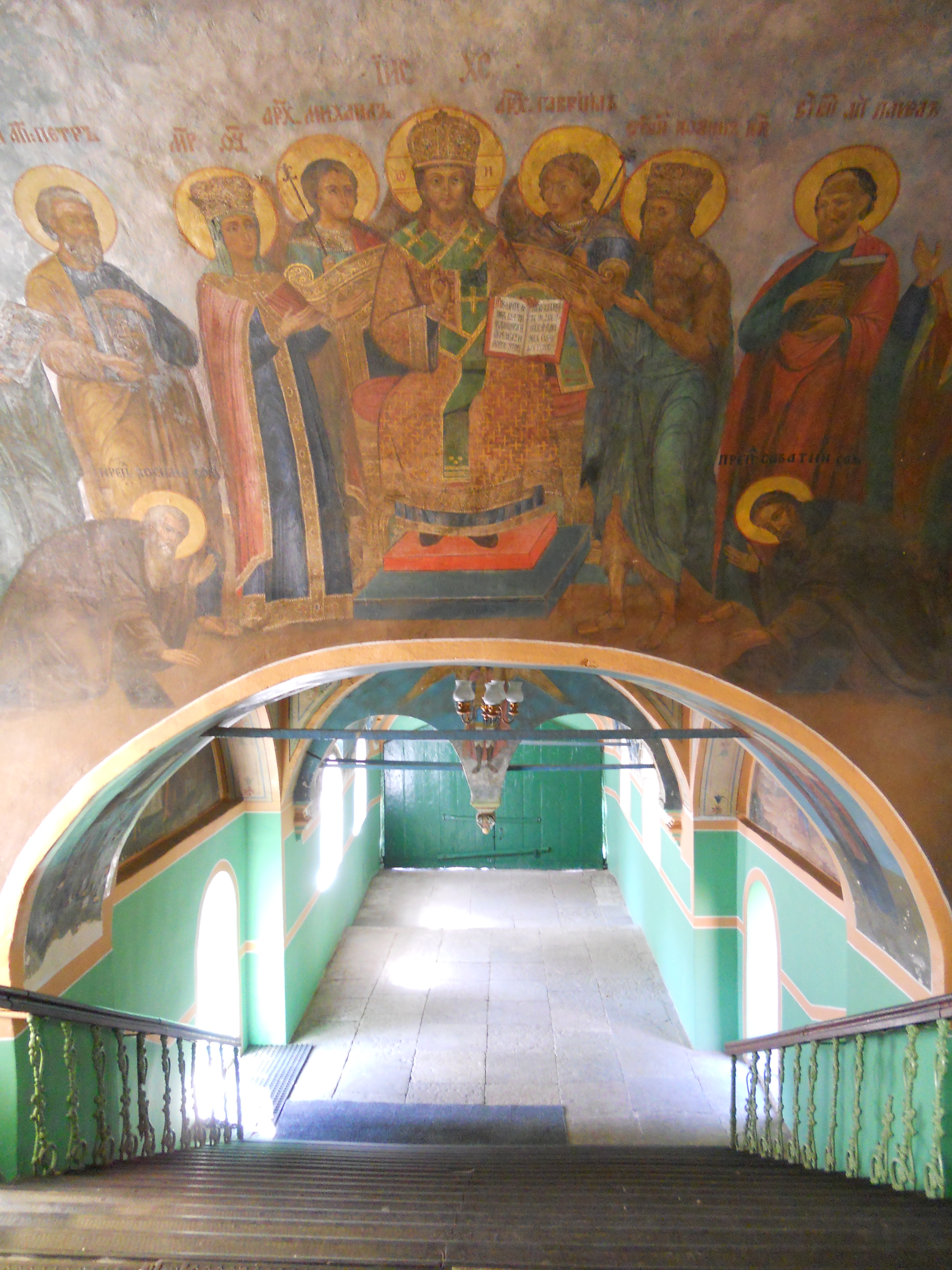
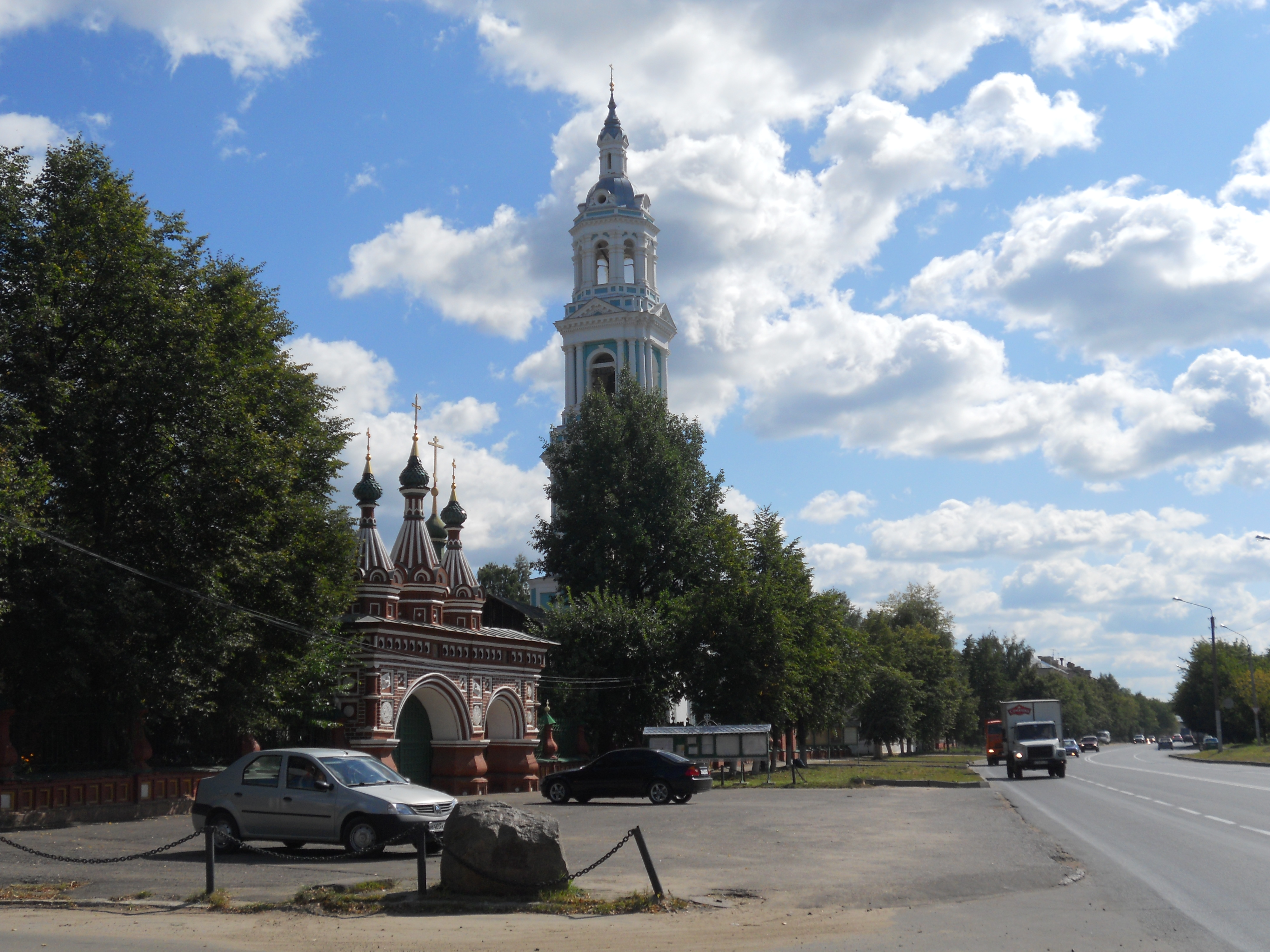
Heilige Poort en toren van de Kerk van de Moeder Gods van het Teken.